# Silke Lorenzen
Silke Lorenzen (* im  20. Jahrhundert) ist eine ehemalige deutsche Fußballspielerin.

## Karriere
Lorenzen stürmte von 1975 bis 1983 für Tennis Borussia Berlin in der Verbandsliga Berlin und gewann in dieser Zeit viermal die Berliner Meisterschaft. Als Meister aus der Liga 1976 hervorgegangen, war ihr Verein berechtigt an der Endrunde um die Deutsche Meisterschaft teilzunehmen. Am 20. Juni 1976 gehörte sie der Mannschaft an, die im Siegener Leimbachstadion vor 3.700 Zuschauern dem FC Bayern München im Finale einen großen Kampf lieferte – am Ende jedoch mit 2:4 n. V. verlor. 1977 unterlag ihr Verein der NSG Oberst Schiel bereits im Achtelfinale. Am 20. Juni 1981 und am 25. Juni 1983 gehörte sie erneut zur Mannschaft, die das Finale um die Deutsche Meisterschaft erreichte, verlor aber beide jeweils im Stadion An der Paffrather Straße, der Heimspielstätte der SSG 09 Bergisch Gladbach, jeweils gegen diese mit 0:4 und 0:6.

## Erfolge
- Finalist Deutsche Meisterschaft 1976, 1981, 1983
- Berliner Meister 1976, 1977, 1981, 1983